# Église Saint-Eustache de Flesselles
Pour les articles homonymes, voir Flesselles (homonymie).
L'église Saint-Eustache de Flesselles est une église catholique située à Flesselles, dans le département de la Somme, au nord d'Amiens.

## Historique
La construction de l'église de Flesselles s'est terminée en 1871.

## Caractéristiques

### Extérieur
L'église de style néo-gothique a été construite en brique sur les plans de l'architecte Victor Delefortrie. L'édifice est orienté est-ouest, sans transept. Il comprend une nef et deux bas-côtés, un clocher-porche formant narthex en façade. La longueur de la nef est de 48 mètres, la hauteur maximale de la voûte de 17 mètres, la hauteur de la tour de 27 mètres, la hauteur de la flèche de 18 mètres.
Les fondations sont en moellons de craie du pays, la maçonnerie en élévation en brique dure violette, la charpente en bois de sapin rouge, la couverture en ardoise  de Fumay, sur voliges de sapin.
Le clocher, dont la flèche se termine par une croix de 300 kg et un coq doré, s'enorgueillit de trois cloches.

### Intérieur
L'ensemble des voûtes : abside, chœur, nef, bas-côtés et narthex, est réalisé en briques hourdées en plâtre sur croisées d'ogives, et recouvertes d'un enduit simulant la pierre. Les clés de voûte sont ouvragées en feuilles d'acanthe.
Les travées de la nef et des bas-côtés sont séparées par de hautes arcades voussurées ; une arcade plus importante sépare la nef du chœur. Arcades et arêtes descendent jusqu'au sol, le long des piliers formés ainsi de plusieurs colonnes. Ces colonnes comportent un premier chapiteau à hauteur des arêtes des bas-côtés et un autre à hauteur des arêtes de la nef. Ces derniers sont réunis dans la nef par un bandeau en feuilles d'acanthe.
Le long des murs intérieurs des bas-côtés, les arêtes et arcades reposent sur des pilastres surmontées d'un demi-chapiteau. Les murailles en briques sont, comme les voûtes, recouvertes d'un enduit simulant la pierre. Dans l'abside et le chœur, elles sont recouvertes de peintures polychromes jusqu'à hauteur des fenêtres.
Pour donner à l'architecture ogivale tout son intérêt, la construction comporte de nombreuses et grandes ouvertures : douze fenêtres de bas-côtés de 2,80 m de haut sur 1,20 m de large ; quinze rosaces de 1,20 m de diamètre ; sept fenêtres de chœur de 5,60 m de haut sur 1,40 m de large ; douze baies latérales de la tour de 2 m de haut et 50 cm de large ; un portail central de 3 m de haut et deux portails latéraux de 2,5 m de haut. (Dans le volume total de maçonneries de 1 865 mètres cubes, les vides créés par ces ouvertures représentent 448 mètres cubes).
Gustave Riquet y a réalisé une fresque vers 1921 : L'apothéose du Poilu. 
Le carrelage est en carreaux de marbre de Lunel noir et gris, les marches en grès du pays. Les menuiseries sont en sapin pour la terrasse du clocher, en chêne pour la terrasse de la chambre des sonneurs et pour le grand portail ; en chêne également avec panneaux gothiques en chanfrein, pour la porte de la sacristie.
L'église possède un harmonium de tribune, œuvre du facteur Edouard Alexandre.